# Параграф 22 (филм)
Вижте пояснителната страница за други значения на Параграф 22.
„Параграф 22“ (на английски: „Catch-22“) е американски сатиричен военен филм от 1970 година, режисиран от Майк Никълс по сценарий на Бък Хенри въз основа на романа на Джоузеф Хелър „Параграф 22“. Във филма участват Алън Аркин, като пилота Джон Йосариан, и Мартин Болсам, като командира на ескадрилата полковник Каткарт.

## Сюжет
1944. На остров в Тиренско море се разполагат американските военновъздушни сили, в които служат капитан Йосариан (Алън Аркин) - главният герой, и колегите му. Във Военновъздушните сили на Съединените щати е установена задължителната ставка за участия в бойни действия, след изпълнението на която войникът може да премине в резерва. Командирът на полка (Мартин Босам) непрекъснато повишава броя на полетите и освен това той и лейтенантът Мейло Мендербайндър (Джон Войт) имат свой собствен бизнес.
Избягването от войната се превръща в мания за Йосариан. Всички средства са добри, например отписване поради лудост. В края на краищата всеки, който лети в такива условия, несъмнено е луд. Но параграф 22 гласи, че е възможно войникът да се признае за луд единствено от неговото лично изявление, а изявлението за избягване на бойните действия е безспорен признак на здрав разум...

## В ролите
| Изпълнител       | Роля                               |
| ---------------- | ---------------------------------- |
| Алън Аркин       | Капитан Йосариан                   |
| Мартин Болсам    | Полковник Кеткарт                  |
| Ричард Бенджамин | Майор Денби                        |
| Боб Балабан      | Капитан Ор                         |
| Арт Гарфънкъл    | Капитан Нейтли                     |
| Чарлс Гродин     | Капитан «Аарфи» Аардфарк           |
| Антъни Пъркинс   | Капитан Тепмън                     |
| Мартин Шийн      | 1-й лейтенант Добс                 |
| Джон Войт        | 1-й лейтенант Мейло Мейндербайндер |
| Орсън Уелс       | Бригаден генерал Дридл             |